# Nationaal Reservaat Humboldtpinguïn
Het Nationaal Reservaat Humboldtpinguïn is een natuurreservaat gelegen op korte afstand voor de kust van het vasteland van Chili. Het bestaat uit drie eilanden: Chañaral, Damas en Choros. Het ligt ongeveer 100 kilometer ten noorden van La Serena in de regio Coquimbo in Chili en heeft een totale oppervlakte van 859,3 hectare. Het reservaat is een belangrijke broedplaats voor de Humboldtpinguïn, waarnaar het is vernoemd, en is een leefgebied voor zeeleeuwen en tuimelaars, kustotters, zeeschildpadden, walvissen, albatrossen en aalscholvers. Afgezien van dolfijnen omvat de lokale walvisachtigendiversiteit migrerende vinvissen, zoals blauwe vinvissen, gewone vinvissen, bultruggen, en potvissen.

## Locatie
Het park ligt in de regio's Atacama en Coquimbo in Chili. Het reservaat omvat de eilanden Aceituno de Chañaral (regio Atacama) en de eilanden Damas en Choros (regio Coquimbo).
Het maakt deel uit van het Nationale Systeem van Beschermde Natuurgebieden van de staat Chili, beheerd door de Nationale Bosdienst (CONF).
Het natuurreservaat ligt in de mariene ecoregio Centraal Chili.